# Kanton Pau-Est
Der Kanton Pau-Est war von 1790 bis 2015 ein französischer Wahlkreis im Arrondissement Pau, im Département Pyrénées-Atlantiques und in der Region Aquitanien. Sein Hauptort war Pau.

## Gemeinden
Der Kanton bestand aus fünf Gemeinden und einem Teil der Stadt Pau (angegeben ist hier die Gesamteinwohnerzahl, im Kanton lebten etwa 21.000 Einwohner):
| Gemeinde      | Einwohner Jahr | Fläche km² | Bevölkerungsdichte | Code INSEE | Postleitzahl |
| ------------- | -------------- | ---------- | ------------------ | ---------- | ------------ |
| Artigueloutan | 1.006 (2013)   | 8,12       | 124 Einw./km²      | 64059      | 64420        |
| Idron         | 4.443 (2013)   | 7,78       | 571 Einw./km²      | 64269      | 64320        |
| Lée           | 1.266 (2013)   | 2,94       | 431 Einw./km²      | 64329      | 64320        |
| Nousty        | 1.579 (2013)   | 9,7        | 163 Einw./km²      | 64419      | 64420        |
| Ousse         | 1.620 (2013)   | 4,46       | 363 Einw./km²      | 64439      | 64320        |
| Pau           | 77.575 (2013)  | –          | – Einw./km²        | 64445      | 64000        |